# UX-Reifegrad
Der UX-Reifegrad ist ein Begriff, der die Entwicklungsstufen oder den Reifegrad einer Organisation im Bereich der User Experience (UX) widerspiegelt. Der UX-Reifegrad zeigt an, inwieweit eine Organisation die Prinzipien der Benutzerfreundlichkeit und ein nutzerzentriertes Design in ihre Produktentwicklung integriert hat. Es existieren verschiedene Modelle von Jared Spool oder Agenturen wie Adaptive Path. Eines der ersten aus dem Jahr 2006 geht auf Jakob Nielsen zurück. Ein Vorgängermodell war der Usability-Engineering Prozess nach ISO 13407.

## Zentrale Aspekte, die in vielen Modellen vorkommen
Die Bewertung des UX-Reifegrads berücksichtigt verschiedene Aspekte, die darauf hinweisen, wie fortgeschritten eine Organisation im Umgang mit UX ist:
1. Bewusstsein und Verständnis für UX: Ein ausgereifter UX-Reifegrad setzt ein weit verbreitetes Bewusstsein für die Bedeutung von UX in der Organisation voraus. Dies umfasst das Verständnis für die Auswirkungen einer positiven Benutzererfahrung auf den Unternehmenserfolg.
2. UX-Strategie und -Vision: Organisationen mit einem hohen UX-Reifegrad haben klare UX-Strategien und -Visionen, die in die Gesamtstrategie integriert sind. Dies umfasst auch die Festlegung von Zielen und Prioritäten für die Verbesserung der Benutzererfahrung.
3. UX-Methoden und -Prozesse: Fortgeschrittene Organisationen nutzen etablierte UX-Methoden und -Prozesse in der Produktentwicklung. Dazu gehören Nutzerforschung, Prototyping, Usability-Tests und iterative Designzyklen.
4. Integration von UX in die Organisation: Ein hoher Reifegrad bedeutet auch eine effektive Integration von UX in die organisatorischen Abläufe. Dies kann die Schaffung dedizierter UX-Teams oder eine enge Zusammenarbeit zwischen Entwicklungs- und Designteams einschließen.
5. Messung der UX-Erfolge: Organisationen mit einem hohen UX-Reifegrad verwenden Metriken und Analysen, um die Benutzerzufriedenheit und die Effektivität von UX-Maßnahmen zu messen. Dies ermöglicht eine kontinuierliche Verbesserung der Benutzererfahrung.

Ein Reifegradmodell ist additiv; die einzelnen Stufen bauen aufeinander auf. Es ist nicht möglich, eine oder mehrere Stufen zu überspringen.

## Bedeutung und Entwicklung

Historische und fachliche Entwicklung von Usability-Reifegradmodellen

Der UX-Reifegrad ist von zentraler Bedeutung, da eine positive Benutzererfahrung zunehmend als strategischer Wettbewerbsvorteil betrachtet wird. Organisationen, die einen hohen UX-Reifegrad erreichen, sind besser positioniert, um die Bedürfnisse ihrer Nutzer zu verstehen und benutzerfreundliche Produkte und Dienstleistungen zu erstellen.
Die Entwicklung des UX-Reifegrads ist ein kontinuierlicher Prozess, der eine Kultur der Nutzerorientierte Gestaltung und eine ständige Verbesserung und Messung der UX-Praktiken erfordert. Anpassungen an Organisationen und Prozesse werden erforscht.
Insgesamt spielt der UX-Reifegrad eine entscheidende Rolle bei der Erstellung von Produkten und Dienstleistungen, die nicht nur funktional, sondern auch intuitiv und benutzerfreundlich sind, was letztendlich zu einer nachhaltigen Kundenbindung und Unternehmenserfolg führen kann.